# Селдовија (Аљаска)
Селдовија (енгл. Seldovia) град је у америчкој савезној држави Аљаска.

## Демографија
По попису из 2010. године број становника је 255, што је 31 (-10,8%) становника мање него 2000. године.
| Група             | 2000.       | 2010.       |
| Белци             | 204 (71,3%) | 179 (70,2%) |
| Афроамериканци    | 3 (1,0%)    | 3 (1,2%)    |
| Азијати           | 2 (0,7%)    | 3 (1,2%)    |
| Хиспаноамериканци | 6 (2,1%)    | 10 (3,9%)   |
| Укупно            | 286         | 255         |